# (92) Undina
(92) Undina es un asteroide que forma parte del cinturón de asteroides y fue descubierto el 7 de julio de 1867 por Christian Heinrich Friedrich Peters desde el observatorio Litchfield de Clinton, Estados Unidos.
Está nombrado por Undina, un personaje de la novela corta Undine del escritor alemán Friedrich de la Motte Fouqué (1777-1843).

## Características orbitales
Undina está situado a una distancia media del Sol de 3,186 ua, pudiendo acercarse hasta 2,856 ua. Tiene una inclinación orbital de 9,931° y una excentricidad de 0,1038. Emplea 2078 días en completar una órbita alrededor del Sol.